# The Last of the Light Brigade
The Last of the Light Brigade é um poema escrito em 1891 por Rudyard Kipling tendo por base o poema The Charge of the Light Brigade, escrito 40 anos antes por Alfred Tennyson. Com uso de sinédoque, Kipling usa o seu poema para expor a terrível dureza dos veteranos da Guerra da Crimeia, tal como exemplificado pelos homens da cavalaria que participaram na carga da Brigada Ligeira durante a Batalha de Balaclava.